# Кабактаський Струмок
 Кабактаський Струмок (крим. Qabaq Taş) — річка в Україні, на Кримському півострові. Ліва притока Отуза (басейн Чорного моря).

## Опис
Довжина річки 9,1 км, площа басейну водозбору 23,0 км².

## Розташування
Бере початок на південно-західній стороні від гори Матрач-Оба. Тече переважно на південний захід і на південно-східній околиці села Щебетовки зливається з річкою Кізилтаським Струмком, створивши початок витоку річки Отуз.

## Цікаві факти
- На лівому березі річки розташовані Карадазький природний заповідник та скеля Золоті Ворота.
- Річку перетинає автошлях Р29 (автомобільний шлях регіонального значення на території України, Алушта — Феодосія.